# Filipinas nos Jogos Olímpicos
As Filipinas mandaram atletas para competirem pela primeira vez nos Jogos Olímpicos em 1924. Com isso, foi o primeiro país a competir e a ganhar uma medalha olímpica no Sudeste Asiático. O país competiu em todos os Jogos Olímpicos de Verão desde então, exceto quando aderiu ao boicote aos Jogos Olímpicos de Verão de 1980. Atletas filipinos também já disputaram os Jogos Olímpicos de Inverno em 3 diferentes ocasiões desde 1972, mas não disputam desde 1994. As Filipinas são a primeira nação dos trópicos a participar dos Jogos de Inverno.
Atletas filipinos ganharam um total de 13 medalhas olímpicas, com o boxe atingindo o maior sucesso. Com a Mongólia ganhando sua primeira medalha de ouro nos Jogos Olímpicos de Verão de 2008, as Filipinas sucederam-lhe como o país com mais medalhas sem um ouro, até à primeira vitória olímpica nos Jogos Olímpicos de Verão de 2020.
O Comitê Olímpico Nacional das Filipinas é o Comitê Olímpico Filipino, fundado em 1911 e reconhecido pelo Comitê Olímpico Internacional em 1929.

## Lista de Medalhistas
| Medalha           | Nome               | Jogos               | Esporte        | Evento                       |
| ----------------- | ------------------ | ------------------- | -------------- | ---------------------------- |
| Medalha de bronze | Teofilo Yldefonso  | 1928 Amsterdã       | Natação        | 400m peito masculino         |
| Medalha de bronze | Simeon Toribio     | 1932 Los Angeles    | Atletismo      | Salto em altura masculino    |
| Medalha de bronze | José Villanueva    | 1932 Los Angeles    | Boxe           | Peso galo                    |
| Medalha de bronze | Teofilo Yldefonso  | 1932 Los Angeles    | Natação        | 200m peito masculino         |
| Medalha de bronze | Miguel White       | 1936 Berlim         | Atletismo      | 400m com barreiras masculino |
| Medalha de prata  | Anthony Villanueva | 1964 Tóquio         | Boxe           | Peso pena                    |
| Medalha de bronze | Leopoldo Serantes  | 1988 Seul           | Boxe           | Peso mosca-ligeiro           |
| Medalha de bronze | Roel Velasco       | 1992 Barcelona      | Boxe           | Peso mosca-ligeiro           |
| Medalha de prata  | Mansueto Velasco   | 1996 Atlanta        | Boxe           | Peso mosca-ligeiro           |
| Medalha de prata  | Hidilyn Diaz       | 2016 Rio de Janeiro | Halterofilismo | 53 kg feminino               |
| Medalha de ouro   | Hidilyn Diaz       | 2020 Tóquio         | Halterofilismo | 53 kg feminino               |
| Medalha de prata  | Nesthy Petecio     | 2020 Tóquio         | Boxe           | Peso pena feminino           |
| Medalha de bronze | Eumir Marcial      | 2020 Tóquio         | Boxe           | Peso médio masculino         |

## Quadro de Medalhas

### Medalhas por Jogos de Verão
| Jogos                 | Ouro           | Prata          | Bronze         | Total          |
| 1924 Paris            | 0              | 0              | 0              | 0              |
| 1928 Amsterdã         | 0              | 0              | 1              | 1              |
| 1932 Los Angeles      | 0              | 0              | 3              | 3              |
| 1936 Berlim           | 0              | 0              | 1              | 1              |
| 1948 Londres          | 0              | 0              | 0              | 0              |
| 1952 Helsinque        | 0              | 0              | 0              | 0              |
| 1956 Melbourne        | 0              | 0              | 0              | 0              |
| 1960 Roma             | 0              | 0              | 0              | 0              |
| 1964 Tóquio           | 0              | 1              | 0              | 1              |
| 1968 Cidade do México | 0              | 0              | 0              | 0              |
| 1972 Munique          | 0              | 0              | 0              | 0              |
| 1976 Montreal         | 0              | 0              | 0              | 0              |
| 1980 Moscou           | não participou | não participou | não participou | não participou |
| 1984 Los Angeles      | 0              | 0              | 0              | 0              |
| 1988 Seul             | 0              | 0              | 1              | 1              |
| 1992 Barcelona        | 0              | 0              | 1              | 1              |
| 1996 Atlanta          | 0              | 1              | 0              | 1              |
| 2000 Sydney           | 0              | 0              | 0              | 0              |
| 2004 Atenas           | 0              | 0              | 0              | 0              |
| 2008 Pequim           | 0              | 0              | 0              | 0              |
| 2012 Londres          | 0              | 0              | 0              | 0              |
| 2016 Rio de Janeiro   | 0              | 1              | 0              | 1              |
| 2020 Tóquio           | 1              | 1              | 1              | 3              |
| Total                 | 1              | 4              | 8              | 13             |

### Medalhas por Esporte
| Esporte        | Ouro | Prata | Bronze | Total |
| Boxe           | 0    | 3     | 5      | 8     |
| Atletismo      | 0    | 0     | 2      | 2     |
| Natação        | 0    | 0     | 2      | 2     |
| Halterofilismo | 1    | 1     | 0      | 2     |
| Total          | 1    | 4     | 8      | 13    |